# Kemayoran
Kemayoran è un sottodistretto (in indonesiano: kecamatan) di Giacarta Centrale, in Indonesia.

## Suddivisioni
Il sottodistretto è suddiviso in otto villaggi amministrativi (in indonesiano: kelurahan):
- Gunung Sahari Selatan
- Kemayoran
- Kebon Kosong
- Cempaka Baru
- Harapan Mulya
- Sumur Batu
- Serdang
- Utan Panjang